# Herdijkte Zwarte Polder
De Herdijkte Zwarte Polder is een polder aan de kust van de Wielingen nabij Nieuwvliet in de gemeente Sluis. De Herdijkte Zwarte Polder is onderdeel van het Natura 2000-gebied Westerschelde & Saeftinghe.
Ze ligt ten westen van de Verdronken Zwarte Polder (tot aan de Zwartepolderweg) en werd in 1829 teruggewonnen op de zee. Ze beslaat 23 ha.
De polder werd ingericht voor de landbouw, maar ze werd vanaf 2005 omgevormd tot natuurgebied. Ze werd ingericht als een graslandgebied waarin ook een aantal kreken werden gegraven. Het zand, dat vrijkwam bij het uitgraven van de slufter in de naastgelegen Verdronken Zwarte Polder werd gebruikt om een duinenrij op te werpen. In 2011 werden de werkzaamheden aan de kustversterking afgerond.
Reeds onmiddellijk na de werkzaamheden broedden er de kluut, tureluur, kleine plevier en scholekster.